# Fort Covington (CDP, New York)
Fort Covington est une census-designated place du comté de Franklin, dans l'État de New York, aux États-Unis,. En 2020, elle compte une population de 1 127 habitants.